# Fil (forme)
Pour les articles homonymes, voir fil.
Le fil est un corps constitué de différents matériaux principalement employé dans le tissage, la corderie et la câblerie. Selon les matériaux, il est obtenu par différents procédés industriels.

## Unité
L'unité est la fibre. Dans le cas des fils synthétiques, l'unité peut être moléculaire ou atomique, donc des fils extrêmement fins.

## Propriétés
Les fils sont résistants à la traction.

## Fils naturels
Le fil est originairement la partie longue et déliée qu’on détache de l’écorce du chanvre, du lin, etc. - soit des fibres végétales -, ou la substance flexible et très déliée que les chenilles et les araignées tirent de leur corps.

### Dans l'industrie textile
Du premier, on tire les fils employés dans l'industrie textile, par assemblage, entre-laçage et torsion - soit le filage textile - mais aussi à partir de laines animales. L'outil le plus ancien employé à cet effet est le rouet, le plus récent la machine à filer. Du second on fabrique la soie.
Les fils, par assemblage ou enchevêtrement, forment des toiles - naturelles dans le cas des toiles d'araignée - artificielles dans le cas des toiles textiles, ou des tissus, objets du tissage textile.

### En corderie
Les fils forment aussi les cordes, objet de la corderie.
Les fils de caret sont des fils de chanvre (du chanvre de manille) commis entre eux par torsion. Réunis entre eux par torsion également, ils constituent un toron. Les torons réunis, forment une corde ou aussière. Plusieurs aussières constituent un câble d'extraction employé auparavant dans les mines.

## Fils synthétiques
D'autres fibres sont employées dans la confection des fils dont certaines synthétiques.
En métallurgie ou en plasturgie - on parle de produit long - les fils métalliques ou plastiques sont obtenus à partir de métaux divers et matières plastiques diverses.  Les fils métalliques ou plastiques sont obtenus par filage, tréfilage ou extrusion. Les fils métalliques sont employés en câblerie - câbles de traction et câbles électrique, mais aussi dans le filage textile, etc.

### Fils métalliques

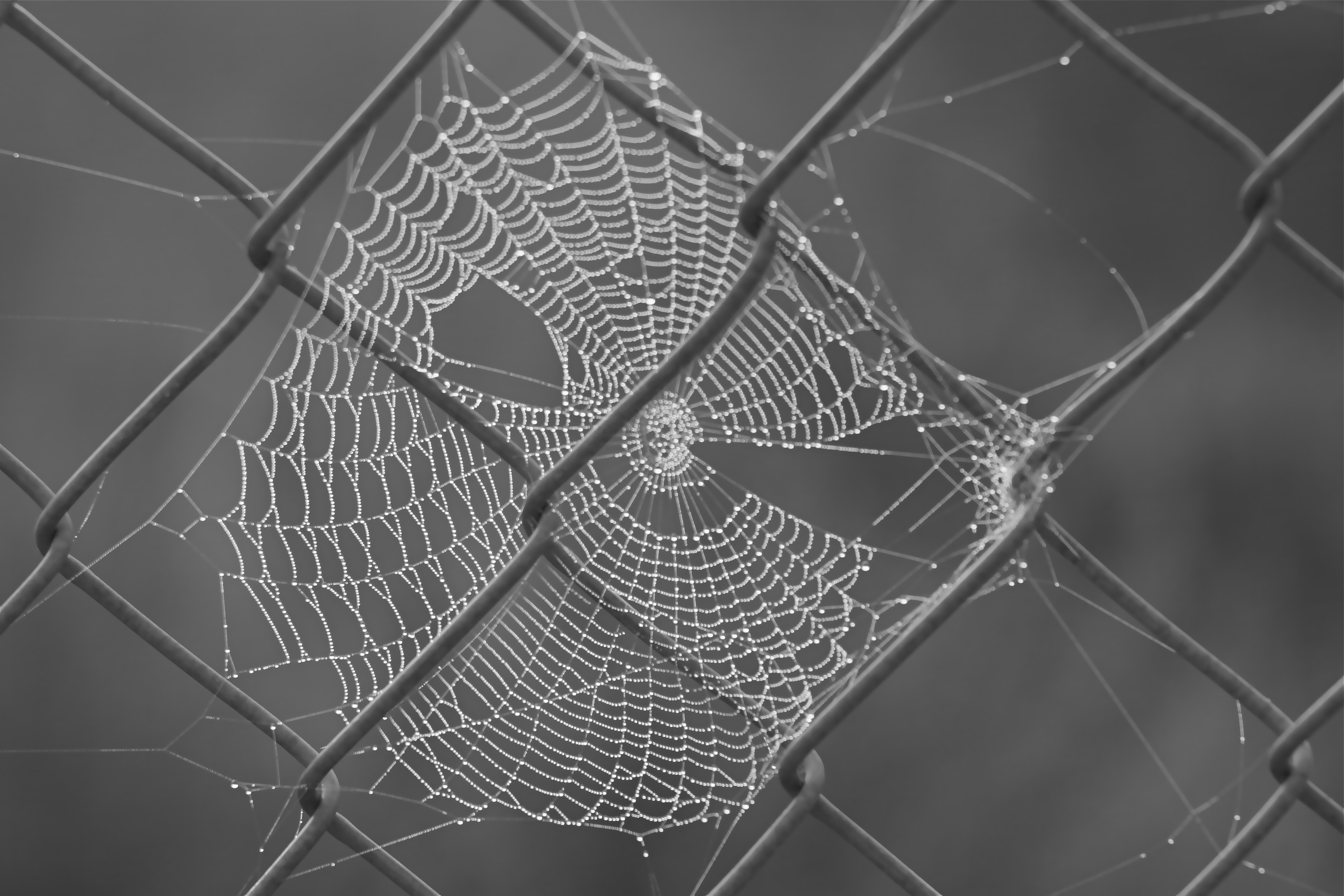
Grillage et toile d'araignée

- Les cottes de mailles sont un exemple d'emploi ancien de fils de fer.

Les fils métalliques sont employés en câblerie (mécanique ou électrique) ou en serrurerie dans les grilles, grillages et fils barbelés.

### Fils plastiques
Le fil nylon est un exemple récent d'emploi plastique des fils.

## Conditionnement

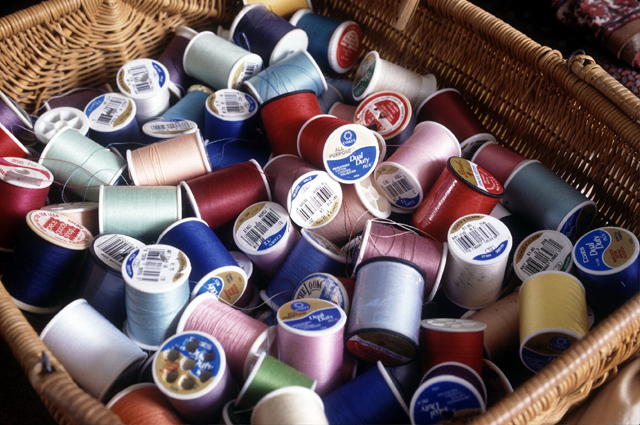
Bobines de fil à coudre

Les fils sont enroulés en bobine ou en pelote :
- pour les textiles, une bobine ou, pour la laine, une pelote ou un écheveau ;
- en électricité une bobine.

## Dans la mythologie
- Le fil d'Ariane est resté légendaire, qui permit à Thésée de sortir du labyrinthe du Minotaure ;
- Clotho, la fileuse, tisse le fil des destinées humaines, Lachésis place le fil sur le fuseau et Atropos a le rôle principal de couper le fil de la vie. De là l'expression : « Cela ne tient qu’à un fil ».

## Par extension
Un fil permet de lier des éléments. Par extension, le fil définit ce qui unit dans ce qui est linéaire, comme cela est évoqué dans les expressions, fil d'Ariane, fil de discussion, fil de l'histoire, etc.